# Plaza de la Cebada

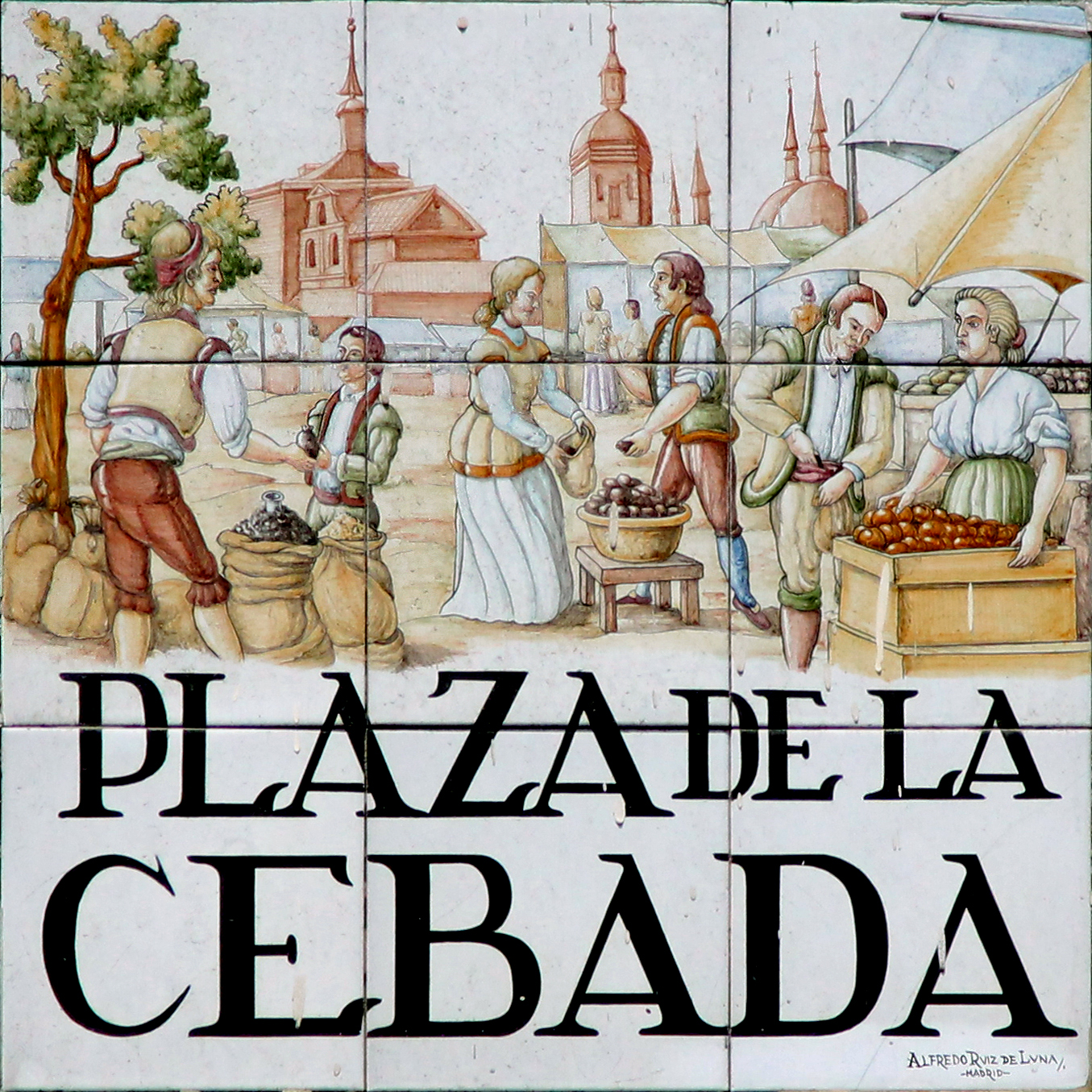
Placa de azulejos del callejero tradicional de Madrid.

La plaza de la Cebada es un espacio urbano castizo y popular del barrio de La Latina de la ciudad de Madrid (España), en el que se encuentra el renovado mercado de la Cebada, junto a la calle de Toledo.

## Historia
La etimología del nombre de la plaza se debe a la calle cercana homónima en la que se separaba la cebada cribando la destinada al forraje de los caballos del rey y de la que se aprovisionaba a los regimientos de caballería. El grano lo traían a vender a la plaza los labradores de las cercanías de la provincia de Madrid. Una de las primeras instituciones es el Hospital de la Latina que se construyó en terrenos que trocó Beatriz Galindo con otros que poseía Isabel la Católica en la Puerta de Moros. La plaza según Hilario Peñasco de la Puente y Carlos Cambronero debe su nombre, al igual que la homónima calle de la Cebada, a que se cree que era el lugar donde acudían los labriegos de las cercanías de Madrid a vender la cebada. La plaza se formó como tal a partir del siglo xvi y era empleada como un mercado de verduras, cereales y productos de cerdo. El espacio se ofrece a la encomienda de Moratalaz, de la Orden de Calatrava, según se ve por escritura otorgada en 1536 por Rodrigo de Coalla. El primer proyecto de mercado abierto fue encargado al maestro de obras, José de Villarreal, en 1649. La plaza aparece en el Plano de Teixeira de 1656 y ocupa un espacio tan grande como la Plaza Mayor.  

Hubo en el amplio espacio de esta plaza dos fuentes ornamentales importantes, ambas construidas en el siglo xvii, la llamada fuente de la Abundancia (1624) según diseño de Juan Gómez de Mora, demolida el 27 de marzo de 1840, y la fuente de Endimión o fuente de la Puerta de Moros, en la parte más oriental de la plaza de la Cebada, y construida entre 1620 y 1638.

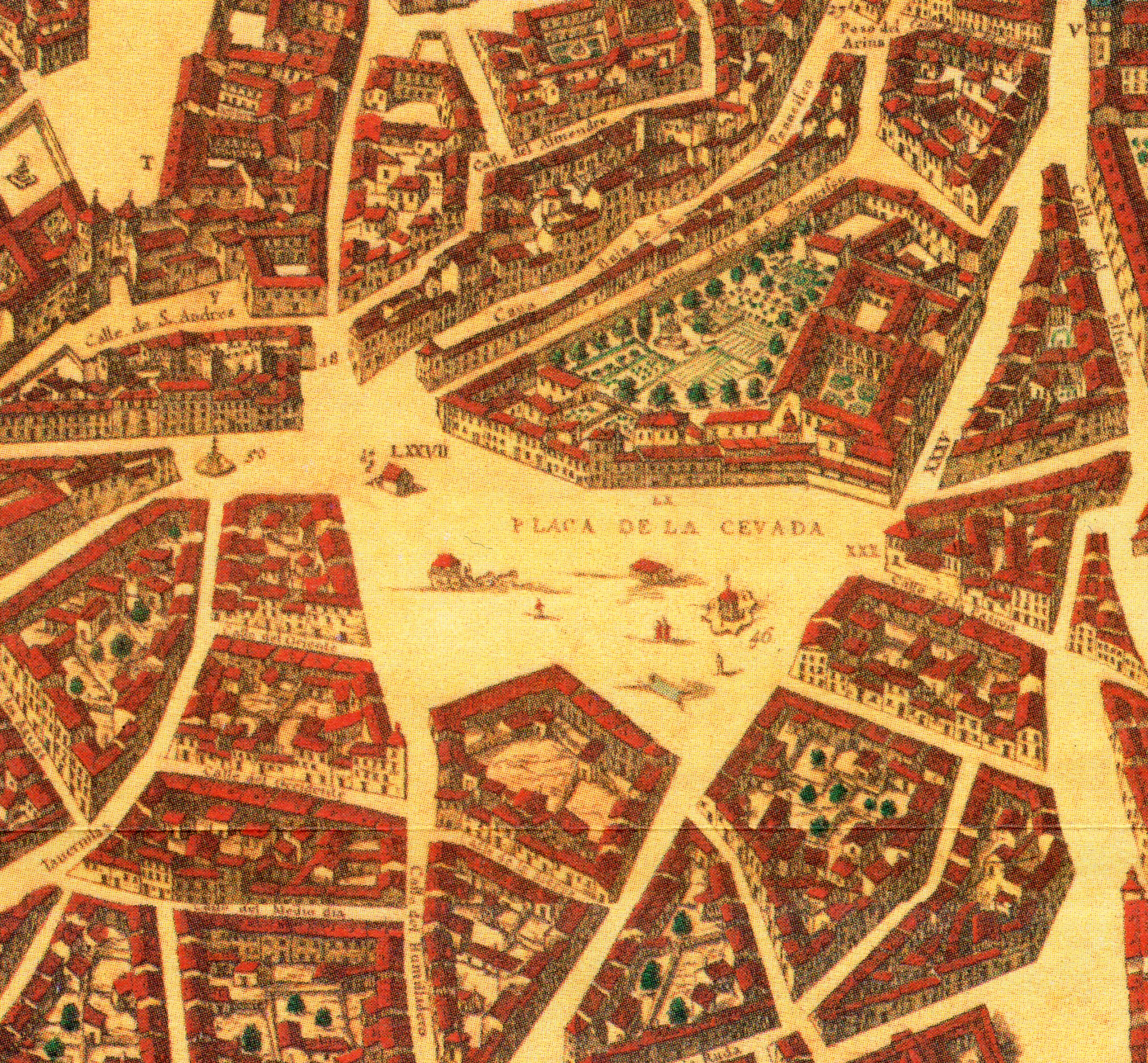
Plaza en el plano de Teixeira (1656).

Originalmente estaba situada entre la calle de Toledo y la desaparecida Puerta de Moros. Habría tenido el nombre de plaza de la Cebada al menos desde finales del siglo xvi. En 1610 hubo pleito entre Madrid y el Hospital de la Latina en relación con la pertenencia de una parcela de terreno en la plaza de la Cebada, que quedaría cerrado por transacción. Los antecedentes de construcciones particulares en la plaza habrían comenzado en 1653.

### Ferial

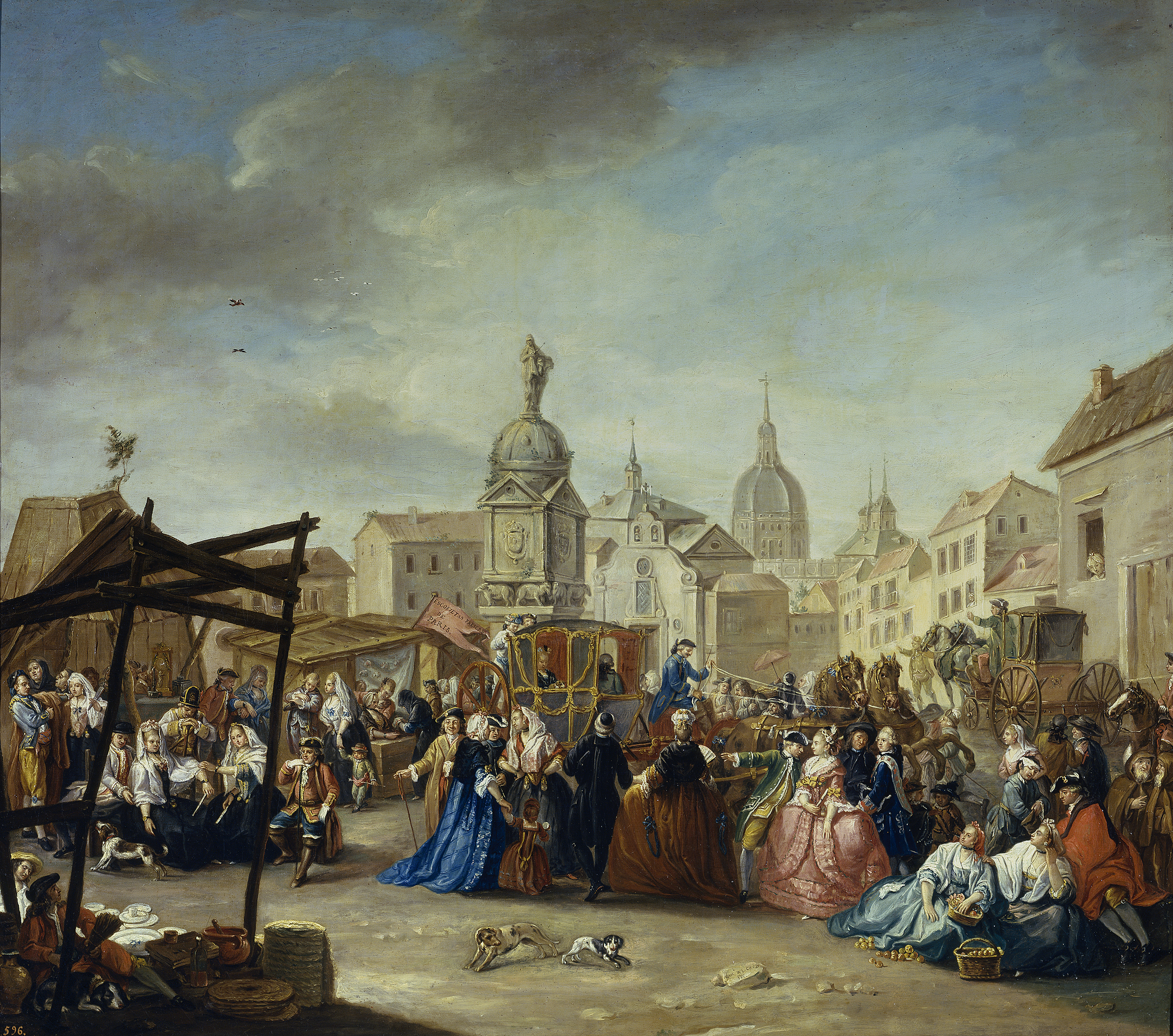
La Feria de Madrid en la plaza de la Cebada, Manuel de la Cruz Vázquez (1770-1780), Museo del Prado, en depósito en el Museo de Historia de Madrid. Tras la fuente de la Abundancia se observa la iglesia de Santa María de Gracia y, al fondo, la Colegiata de San Isidro.

El 19 de junio de 1622 se la acondicionó como un jardín público con motivo de las celebraciones de San Isidro. En la plaza se celebraron durante el siglo xviii las denominadas Ferias de Madrid. El 7 de noviembre de 1823, tras el fin del Trienio Liberal, Rafael del Riego fue sentenciado a muerte y ejecutado en la plaza entre los insultos de parte de la población madrileña, cuando años antes le habían aclamado, por iniciar el movimiento militar y popular que puso final al gobierno absolutista del rey Fernando VII, llamado por unos “el Deseado” y por otros “el rey Felón”. El 6 de noviembre de 1837 fue también ejecutado en el mismo lugar el bandolero madrileño Luis Candelas.
La primera piedra del mercado de la plaza se colocó en julio de 1870, para dar lugar a un recinto de 6323 m², que se inauguraría el 1 de abril de 1875. La obra corrió a cargo de Mariano Calvo Pereira. Este mercado, junto con el de los Mostenses, era explotado por una compañía extranjera, pero después de un largo expediente fueron ambos adquiridos por el municipio. En la plaza se encontraba la iglesia de Nuestra Señora de Gracia, construida a finales del siglo xvii por la Hermandad de la Vera Cruz, sobre un solar donde se encontraba un humilladero. En la esquina que da a la calle de Toledo se hallaba el convento de la Concepción Francisca. A mediados del siglo XIX, el gremio de los naranjeros que comerciaban en la plaza gozaron de notable influencia y disponían de cierta capacidad de decisión, ante el Ayuntamiento, sobre cuestiones concernientes al mercado. Sus serones y espuertas se encontraban en el número 6 de la plaza, y servían como referencia para ubicar otros comercios y negocios. En 1875, se ubicaba en el nº5 de la plaza, el Café de La Latina, que pasó a llamarse Café de los Naranjeros, y que es citado en Misericordia, de Benito Pérez Galdós: "Benina, no pudiendo esperar ya cosa alguna del crédito, se puso a pedir en la esquina de la calle de San Millán, junto a la puerta del café de los Naranjeros, importunando a los transeúntes con el relato de sus desdichas".
El mercado decimonónico se derribó en 1956; en 1962 se inauguró el nuevo, a cargo de Antonio García de Arangoa.

## Galería de imágenes

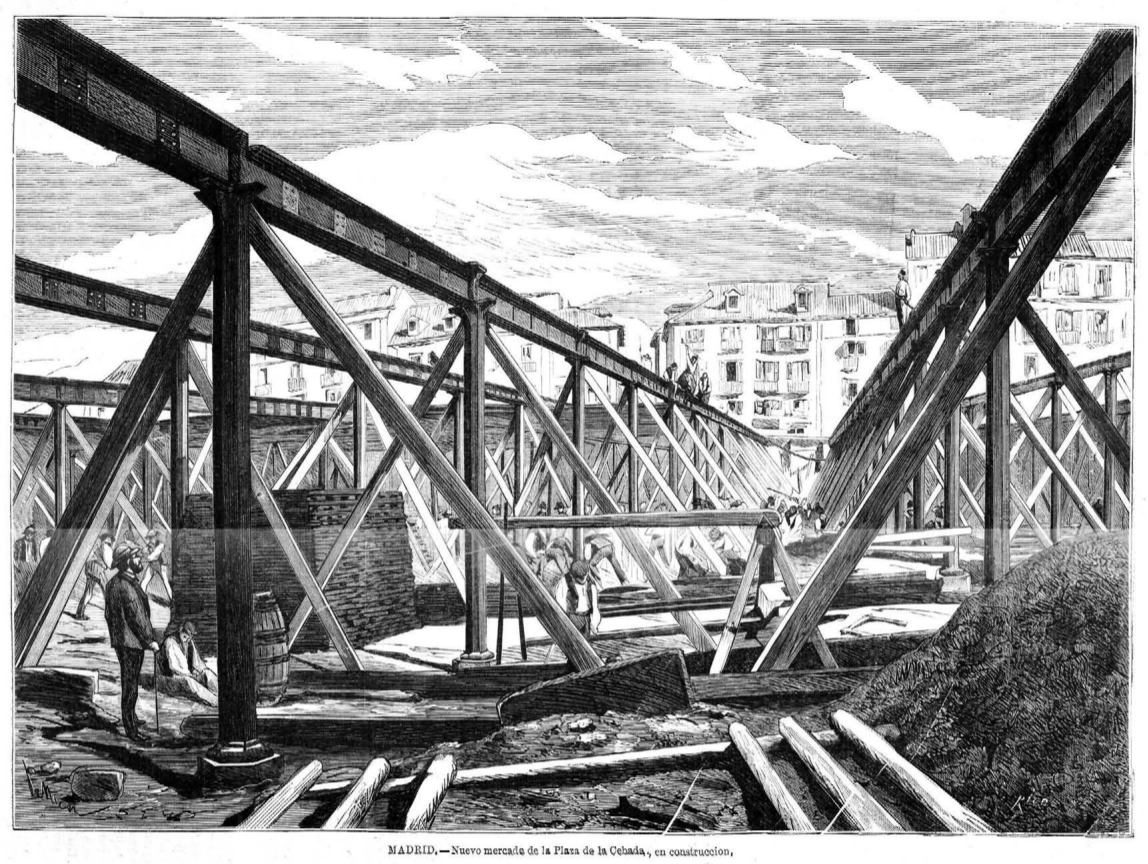
Construcción del mercado en La Ilustración Española y Americana (1873).
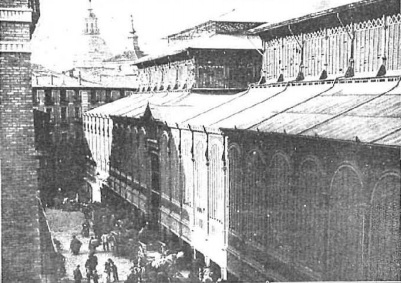
Vista de la plaza, foto de Compañy, en Nuevo Mundo (1903).
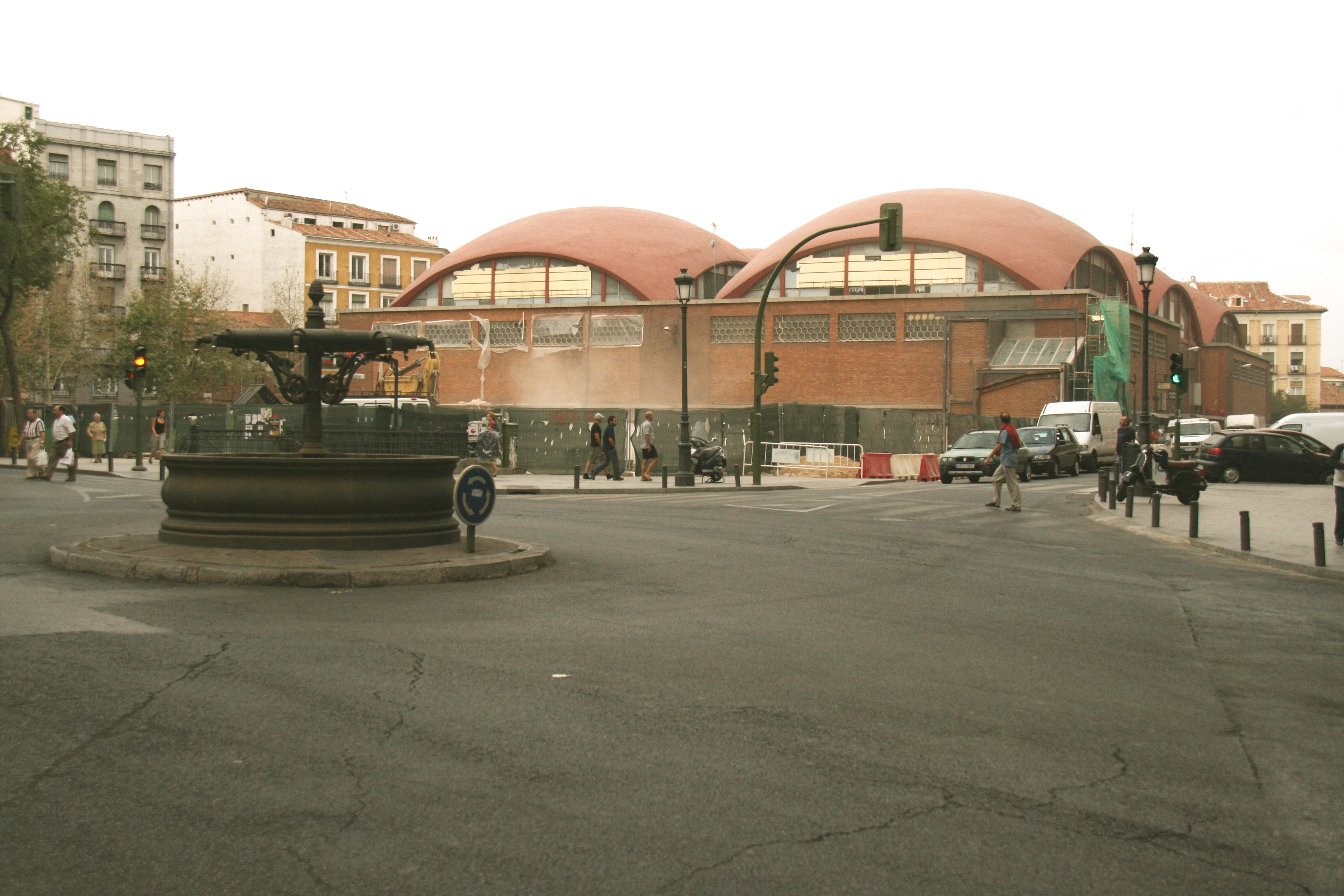
La plaza y mercado (siglo xxi).
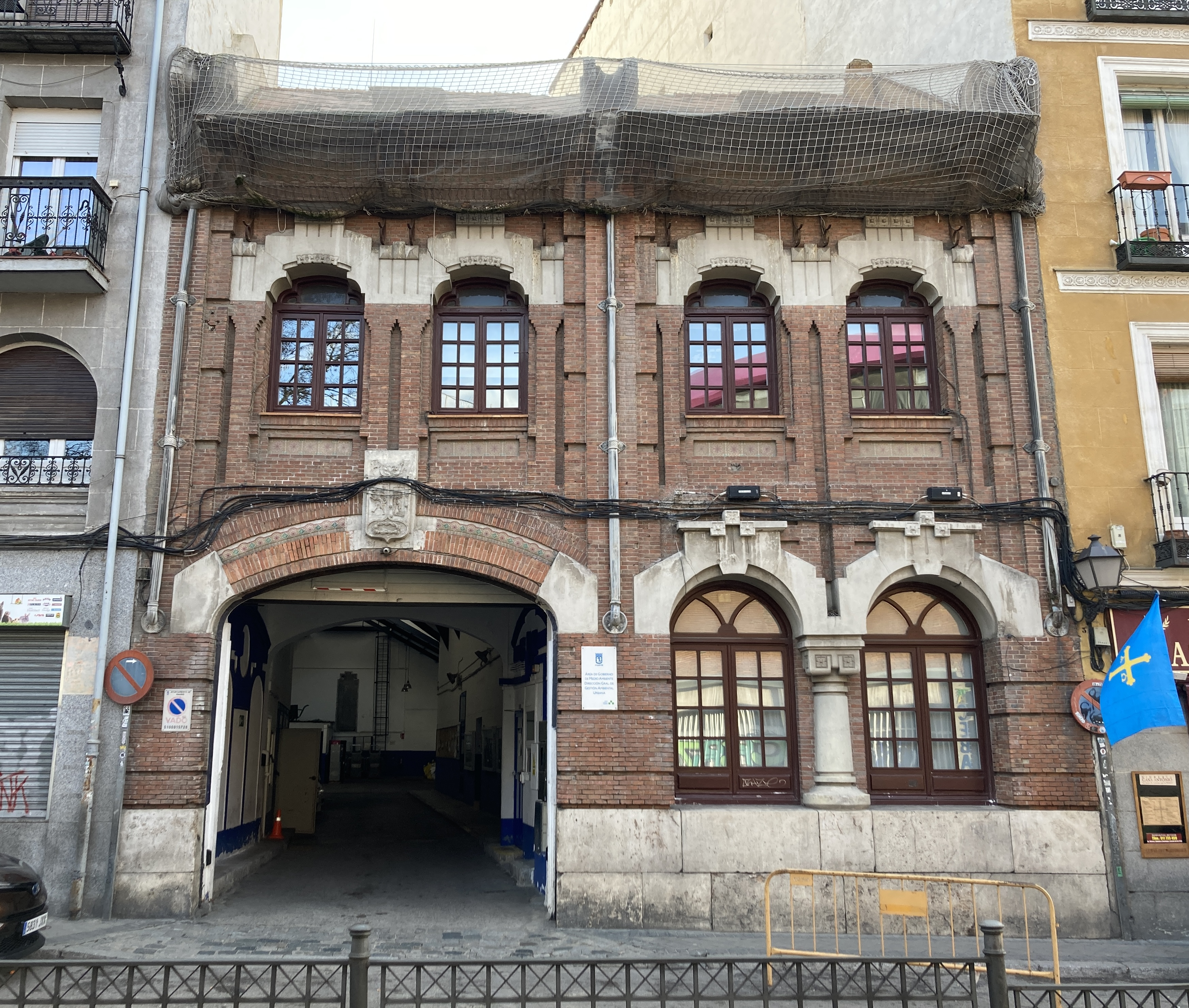
Departamento de Limpieza Urbana del Ayuntamiento, edificio construido en 1915 por el Jefe del Servicio de Limpiezas Antonio Arenas. Se puede observar el escudo de la ciudad.